# Episodi di Grizzly Adams (prima stagione)
La prima stagione della serie televisiva Grizzly Adams è stata trasmessa in anteprima negli Stati Uniti d'America dalla NBC tra il 9 febbraio 1977 e il 12 maggio 1977.
| nº | Titolo originale       | Titolo italiano              | Prima TV USA     | Prima TV Italia |
| -- | ---------------------- | ---------------------------- | ---------------- | --------------- |
| 1  | Adam's Cub             | Il cucciolo di Adams         | 9 febbraio 1977  |                 |
| 2  | Blood Brothers         | Fratelli di sangue           | 16 febbraio 1977 |                 |
| 3  | The Fugitive           | Il fuggiasco                 | 23 febbraio 1977 |                 |
| 4  | Unwelcome Neighbor     | Il vicino indesiderato       | 2 marzo 1977     |                 |
| 5  | Howdy-Do, I'm Mad Jack | Jack il matto                | 9 marzo 1977     |                 |
| 6  | Adam's Ark             | L'arca di Adams              | 16 marzo 1977    |                 |
| 7  | The Redemption of Ben  | La metamorfosi di Ben        | 23 marzo 1977    |                 |
| 8  | The Tenderfoot         | Il Saccentone                | 30 marzo 1977    |                 |
| 9  | The Rivals             | I rivali                     | 6 aprile 1977    |                 |
| 10 | The Unholy Beast       | Una bestia proprio terribile | 20 aprile 1977   |                 |
| 11 | Beaver Dam             | La diga dei castori          | 27 aprile 1977   |                 |
| 12 | Home of the Hawk       | La casa del falco            | 5 maggio 1977    |                 |
| 13 | The Storm              | La tempesta                  | 12 maggio 1977   |                 |